# Comuna Mežica
Mežica (Občina Mežica) este o comună din Slovenia, cu o populație de 3.595 de locuitori (2020).

## Localități
Mežica, Lom (la nord de Mežice), Onkraj Meže (est), Plat (sud-est), Breg (sud-vest) și Podkraj pri Mežici (nord-vest).